# Union (Karolina Południowa)
Union – miasto w Stanach Zjednoczonych, w stanie Karolina Południowa, w hrabstwie Union.